# Stars and Bars
Stars and Bars é um filme de comédia americana lançado em 1988, dirigido por Pat O'Connor e baseado em um livro de William Boyd. Estrelando Daniel Day-Lewis como Henderson Dores.

## Sinopse
Um Britânico especialista em arte (Day-Lewis) viaja por todo o Sul dos Estados Unidos, a fim de comprar uma rara pintura de Pierre-Auguste Renoir.